# ジヒドロ葉酸合成酵素
ジヒドロ葉酸合成酵素(Dihydrofolate synthase、EC 6.3.2.12)は、以下の化学反応を触媒する酵素である。
ATP + 7,8-ジヒドロプテロイン酸 + L-グルタミン酸{\displaystyle \rightleftharpoons }ADP + リン酸 + 7,8-ジヒドロプテロイルグルタミン酸
従って、この酵素の3つの基質はATPと7,8-ジヒドロプテロイン酸とL-グルタミン酸、3つの生成物はADPとリン酸と7,8-ジヒドロプテロイルグルタミン酸である。
この酵素はリガーゼ、特に炭素-窒素結合を形成する酸-D-アミノ酸リガーゼ（ペプチドシンターゼ）に分類される。系統名は、7,8-ジヒドロプテロイン酸:L-グルタミン酸 リガーゼ(ADP生成)である。この他によく用いられる名前として、dihydrofolate synthetase、7,8-dihydrofolate synthetase、H2-folate synthetase、7,8-dihydropteroate:L-glutamate ligase (ADP)、dihydrofolate synthetase-folylpolyglutamate synthetase、folylpoly-(gamma-glutamate) synthetase-dihydrofolate synthase、FHFS、FHFS/FPGS、dihydropteroate:L-glutamate ligase (ADP-forming)、DHFS等がある。
この酵素は、葉酸の生合成に関与している。